# Safari Rally 2021
Il Safari Rally 2021, ufficialmente denominato Safari Rally Kenya 2021, è stata la sesta prova del campionato del mondo rally 2021 nonché la sessantottesima edizione del Safari Rally e la ventinovesima con valenza mondiale. La manifestazione si è svolta dal 24 al 27 giugno sugli impegnativi sterrati che attraversano gli altipiani del Kenya nel cuore della Rift Valley, con sede designata nella capitale Nairobi e le prove speciali tenutesi interamente nella contea di Nakuru, mentre il parco assistenza per i concorrenti venne allestito al Kenya Wildlife Training Institute nei pressi del lago Naivasha, 100 km a nord ovest della capitale. La gara ritornò nel calendario mondiale dopo 19 anni di assenza, essendo stata disputata per l'ultima volta nel 2002.
L'evento è stato vinto dal francese Sébastien Ogier, navigato dal connazionale Julien Ingrassia, al volante di una Toyota Yaris WRC del team Toyota Gazoo Racing WRT, seguiti dalla coppia formata dal giapponese Takamoto Katsuta e dal britannico Daniel Barritt, anch'essi su una Toyota Yaris WRC ufficiale, e da quella estone composta da Ott Tänak e Martin Järveoja su una   Hyundai i20 Coupe WRC della squadra Hyundai Shell Mobis WRT. Per Katsuta si trattò del primo podio in carriera mentre Barritt ne aveva già sette al suo attivo, tra cui la vittoria conquistata con Elfyn Evans al rally di Gran Bretagna 2017.
Il kenyano Onkar Rai e il britannico Drew Sturrock, su Volkswagen Polo GTI R5, hanno invece conquistato il successo nel campionato WRC-3, mentre nella serie WRC-2 gli unici contendenti in lizza, ovvero i cechi Martin Prokop e Zdeněk Jůrka della scuderia M-Sport Ford WRT, si sono ritirati al volante della loro Ford Fiesta Rally2.

## Dati della prova
| Denominazione ufficiale             | Safari Rally Kenya                                                     |
| Edizione N°                         | 68                                                                     |
| Tappa N°                            | 6 di 12                                                                |
| Data manifestazione                 | da giovedì 24/06/2021 a domenica 27/06/2021                            |
| Sede ospitante                      | Nairobi (contea di Nairobi, Kenya)                                     |
| Sede parco assistenza               | Kenya Wildlife Training Institute, Naivasha (contea di Nakuru, Kenya)  |
| Superficie                          | Sterrato                                                               |
| Direttore di gara                   | Gurvir Bhabra                                                          |
| Iscritti                            | 53                                                                     |
| Partiti                             | 40                                                                     |
| Arrivati                            | 26 (65%)                                                               |
| Prove speciali                      | 18                                                                     |
| Prova più breve                     | 4,84 km (PS1: Super Special Kasarani)                                  |
| Prova più lunga                     | 32,68 km (PS3 e PS6: Kedong)                                           |
| Prova più lenta                     | velocità media di 80,05 km/h (PS5: Chui Lodge 2)                       |
| Prova più veloce                    | velocità media di 116,24 km/h (PS6: Kedong 2)                          |
| Lunghezza prevista prove speciali   | 320,19 km                                                              |
| Lunghezza effettiva prove speciali  | 315,26 km (27,9% della distanza totale effettiva. Cancellati 4,93 km.) |
| Lunghezza complessiva trasferimenti | 813,75 km                                                              |
| Distanza totale effettiva           | 1129,01 km                                                             |
| Media oraria del vincitore          | velocità media di 95,4 km/h (315,26 km in 3h18'11"3)                   |

## Itinerario
| Frazione            | Prova  | Ora    | Nome                                        | Lunghezza | Totale    |
| ------------------- | ------ | ------ | ------------------------------------------- | --------- | --------- |
| Frazione 1 (24 giu) | PS1    | 14:08  | Super Special Kasarani                      | 4,84 km   | 4,84 km   |
|                     |        |        |                                             |           |           |
| Frazione 2 (25 giu) |        | 07:00  | Assistenza – KWS, Naivasha (15 min)         | –         | 129,78 km |
| Frazione 2 (25 giu) | PS2    | 08:09  | Chui Lodge 1                                | 13,34 km  | 129,78 km |
| Frazione 2 (25 giu) | PS3    | 09:05  | Kedong 1                                    | 32,68 km  | 129,78 km |
| Frazione 2 (25 giu) | PS4    | 10:18  | Oserian 1                                   | 18,87 km  | 129,78 km |
| Frazione 2 (25 giu) |        | 12:22  | Assistenza (flexi) – KWS, Naivasha (30 min) |           | 129,78 km |
| Frazione 2 (25 giu) | PS5    | 13:46  | Chui Lodge 2                                | 13,34 km  | 129,78 km |
| Frazione 2 (25 giu) | PS6    | 14:42  | Kedong 2                                    | 32,68 km  | 129,78 km |
| Frazione 2 (25 giu) | PS7    | 15:55  | Oserian 2                                   | 18,87 km  | 129,78 km |
| Frazione 2 (25 giu) |        | 17:29  | Assistenza (flexi) – KWS, Naivasha (45 min) | –         | 129,78 km |
|                     |        |        |                                             |           |           |
| Frazione 3 (26 giu) |        | 06:55  | Assistenza – KWS Naivasha (15 min)          | –         | 132,08 km |
| Frazione 3 (26 giu) | PS8    | 08:08  | Elmenteita 1                                | 14,67 km  | 132,08 km |
| Frazione 3 (26 giu) | PS9    | 09:08  | Soysambu 1                                  | 20,33 km  | 132,08 km |
| Frazione 3 (26 giu) | PS10   | 10:22  | Sleeping Warrior 1                          | 31,04 km  | 132,08 km |
| Frazione 3 (26 giu) |        | 12:37  | Assistenza (flexi) – KWS, Naivasha (30 min) | –         | 132,08 km |
| Frazione 3 (26 giu) | PS11   | 14:05  | Elmenteita 2                                | 14,67 km  | 132,08 km |
| Frazione 3 (26 giu) | PS12   | 15:08  | Soysambu 2                                  | 20,33 km  | 132,08 km |
| Frazione 3 (26 giu) | PS13   | 16:22  | Sleeping Warrior 2                          | 31,04 km  | 132,08 km |
| Frazione 3 (26 giu) |        | 18:07  | Assistenza (flexi) – KWS, Naivasha (45 min) | –         | 132,08 km |
|                     |        |        |                                             |           |           |
| Frazione 4 (27 giu) |        | 06:25  | Assistenza – KWS, Naivasha (15 min)         | –         | 48,56 km  |
| Frazione 4 (27 giu) | PS14   | 07:26  | Loldia 1                                    | 11,33 km  | 48,56 km  |
| Frazione 4 (27 giu) | PS15   | 08:38  | Hell's Gate 1                               | 5,63 km   | 48,56 km  |
| Frazione 4 (27 giu) | PS16   | 10:45  | Malewa                                      | 9,71 km   | 48,56 km  |
| Frazione 4 (27 giu) | PS17   | 11:25  | Loldia 2                                    | 11,33 km  | 48,56 km  |
| Frazione 4 (27 giu) | PS15   | 13:18  | Hell's Gate 2 (power stage)                 | 10,56 km  | 48,56 km  |
| Totale              | Totale | Totale | Totale                                      | Totale    | 315,26 km |

## Risultati

### Classifica
| Pos.     | Nº       | Pilota           | Co-pilota        | Auto                   | Squadra                 | Classe      | Tempo     | Distacco   | Punti    |
| Generale | Generale | Generale         | Generale         | Generale               | Generale                | Generale    | Generale  | Generale   | Generale |
| -------- | -------- | ---------------- | ---------------- | ---------------------- | ----------------------- | ----------- | --------- | ---------- | -------- |
| 1.       | 1        | Sébastien Ogier  | Julien Ingrassia | Toyota Yaris WRC       | Toyota Gazoo Racing WRT | WRC         | 3h18'11"3 | –          | 27       |
| 2.       | 18       | Takamoto Katsuta | Daniel Barritt   | Toyota Yaris WRC       | Toyota Gazoo Racing WRT | WRC         | 3h18'33"1 | +21"8      | 18       |
| 3.       | 8        | Ott Tänak        | Martin Järveoja  | Hyundai i20 Coupe WRC  | Hyundai Shell Mobis WRT | WRC         | 3h19'20"8 | +1'09"5    | 20       |
| 4.       | 44       | Gus Greensmith   | Chris Patterson  | Ford Fiesta WRC        | M-Sport Ford WRT        | WRC         | 3h20'05"9 | +1'54"6    | 12       |
| 5.       | 16       | Adrien Fourmaux  | Renaud Jamoul    | Ford Fiesta WRC        | M-Sport Ford WRT        | WRC         | 3h20'06"0 | +1'54"7    | 10       |
| 6.       | 69       | Kalle Rovanperä  | Jonne Halttunen  | Toyota Yaris WRC       | Toyota Gazoo Racing WRT | WRC         | 3h29'04"7 | +10'53"4   | 12       |
| 7.       | 24       | Onkar Rai        | Drew Sturrock    | Volkswagen Polo GTI R5 | -                       | RC2 / WRC-3 | 3h47'37"7 | +29'26"4   | 6        |
| 8.       | 27       | Karan Patel      | Tauseef Khan     | Ford Fiesta R5         | -                       | RC2 / WRC-3 | 3h51'41"7 | +33'30"4   | 4        |
| 9.       | 25       | Carl Tundo       | Tim Jessop       | Volkswagen Polo GTI R5 | -                       | RC2 / WRC-3 | 3h54'52"0 | +36'40"7   | 2        |
| 10.      | 33       | Elfyn Evans      | Scott Martin     | Toyota Yaris WRC       | Toyota Gazoo Racing WRT | WRC         | 4h07'34"0 | +49'22"7   | 4        |
| ...      | ...      | ...              | ...              | ...                    | ...                     | ...         | ...       | ...        | ...      |
| 12.      | 6        | Dani Sordo       | Borja Rozada     | Hyundai i20 Coupe WRC  | Hyundai Shell Mobis WRT | WRC         | 4h21'30"8 | +1h03'19"5 | 1        |
| WRC-3    |          |                  |                  |                        |                         |             |           |            |          |
| 1. (7.)  | 24       | Onkar Rai        | Drew Sturrock    | Volkswagen Polo GTI R5 | -                       | RC2 / WRC-3 | 3h47'37"7 | –          | 30       |
| 2. (8.)  | 27       | Karan Patel      | Tauseef Khan     | Ford Fiesta R5         | -                       | RC2 / WRC-3 | 3h51'41"7 | +4'04"0    | 20       |
| 3. (9.)  | 25       | Carl Tundo       | Tim Jessop       | Volkswagen Polo GTI R5 | -                       | RC2 / WRC-3 | 3h54'52"0 | +7'14"3    | 18       |
| 4. (17.) | 29       | Daniel Chwist    | Kamil Heller     | Ford Fiesta Rally2     | -                       | RC2 / WRC-3 | 4h37'20"4 | +49'42"7   | 16       |
| 5. (22.) | 28       | Aakif Virani     | Azhar Bhatti     | Škoda Fabia R5         | -                       | RC2 / WRC-3 | 5h12'17"6 | +1h2439"9  | 11       |

| Principali ritiri | Principali ritiri | Principali ritiri | Principali ritiri | Principali ritiri     | Principali ritiri       | Principali ritiri | Principali ritiri      | Principali ritiri |
| PS                | Nº                | Pilota            | Copilota          | Auto                  | Squadra                 | Classe            | Causa                  | Pos.              |
| ----------------- | ----------------- | ----------------- | ----------------- | --------------------- | ----------------------- | ----------------- | ---------------------- | ----------------- |
| PS 5              | 2                 | Oliver Solberg    | Aaron Johnston    | Hyundai i20 Coupe WRC | Hyundai 2C Competition  | WRC               | Roll cage danneggiato  | 34º               |
| PS 6              | 23                | Martin Prokop     | Zdeněk Jůrka      | Ford Fiesta Rally2    | M-Sport Ford WRT        | RC2 / WRC-2       | Incidente              | 8º                |
| PS 15             | 11                | Thierry Neuville  | Martijn Wydaeghe  | Hyundai i20 Coupe WRC | Hyundai Shell Mobis WRT | WRC               | Sospensione posteriore | 1º                |

Legenda
| Icona | Note                                                                                 |
| ----- | ------------------------------------------------------------------------------------ |
| WRC   | Equipaggio di classe WRC che può conquistare punti per il campionato costruttori     |
| WRC   | Equipaggio di classe WRC che non può conquistare punti per il campionato costruttori |
| WRC-2 | Equipaggio registrato al campionato WRC-2                                            |
| WRC-3 | Equipaggio registrato al campionato WRC-3                                            |
| JWRC  | Equipaggio registrato al campionato Junior WRC                                       |
|       | Ulteriori classificazioni                                                            |

### Prove speciali
| Frazione            | Prova | Ora   | Nome                        | Lunghezza | Vincitori                                                          | Tempo   | Velocità media | Leader del rally                  |
| ------------------- | ----- | ----- | --------------------------- | --------- | ------------------------------------------------------------------ | ------- | -------------- | --------------------------------- |
| Frazione 1 (24 giu) | PS1   | 14:08 | Super Special Kasarani      | 4,84 km   | Sébastien Ogier Julien Ingrassia                                   | 3'21"5  | 86,47 km/h     | Sébastien Ogier Julien Ingrassia  |
|                     |       |       |                             |           |                                                                    |         |                |                                   |
| Frazione 2 (25 giu) | PS2   | 08:09 | Chui Lodge 1                | 13,34 km  | Thierry Neuville Martijn Wydaeghe                                  | 9'47"7  | 81,72 km/h     | Thierry Neuville Martijn Wydaeghe |
| Frazione 2 (25 giu) | PS3   | 09:05 | Kedong 1                    | 32,68 km  | Thierry Neuville Martijn Wydaeghe                                  | 16'52"3 | 116,22 km/h    | Thierry Neuville Martijn Wydaeghe |
| Frazione 2 (25 giu) | PS4   | 10:18 | Oserian 1                   | 18,87 km  | Kalle Rovanperä Jonne Halttunen                                    | 12'39"3 | 89,47 km/h     | Thierry Neuville Martijn Wydaeghe |
| Frazione 2 (25 giu) | PS5   | 13:46 | Chui Lodge 2                | 13,34 km  | Kalle Rovanperä Jonne Halttunen                                    | 9'59"9  | 80,05 km/h     | Kalle Rovanperä Jonne Halttunen   |
| Frazione 2 (25 giu) | PS6   | 14:42 | Kedong 2                    | 32,68 km  | Thierry Neuville Martijn Wydaeghe                                  | 16'52"1 | 116,24 km/h    | Thierry Neuville Martijn Wydaeghe |
| Frazione 2 (25 giu) | PS7   | 15:55 | Oserian 2                   | 18,87 km  | Sébastien Ogier Julien Ingrassia e Takamoto Katsuta Daniel Barritt | 12'52"1 | 87,98 km/h     | Thierry Neuville Martijn Wydaeghe |
|                     |       |       |                             |           |                                                                    |         |                | Thierry Neuville Martijn Wydaeghe |
| Frazione 3 (26 giu) | PS8   | 08:08 | Elmenteita 1                | 14,67 km  | Thierry Neuville Martijn Wydaeghe                                  | 9'01"4  | 97,55 km/h     | Thierry Neuville Martijn Wydaeghe |
| Frazione 3 (26 giu) | PS9   | 09:08 | Soysambu 1                  | 20,33 km  | Sébastien Ogier Julien Ingrassia                                   | 14'11"9 | 85,91 km/h     | Thierry Neuville Martijn Wydaeghe |
| Frazione 3 (26 giu) | PS10  | 10:22 | Sleeping Warrior 1          | 31,04 km  | Sébastien Ogier Julien Ingrassia                                   | 17'26"6 | 106,77 km/h    | Thierry Neuville Martijn Wydaeghe |
| Frazione 3 (26 giu) | PS11  | 14:05 | Elmenteita 2                | 14,67 km  | Sébastien Ogier Julien Ingrassia                                   | 8'47"5  | 100,12 km/h    | Thierry Neuville Martijn Wydaeghe |
| Frazione 3 (26 giu) | PS12  | 15:08 | Soysambu 2                  | 20,33 km  | Ott Tänak Martin Järveoja                                          | 13'52"7 | 87,89 km/h     | Thierry Neuville Martijn Wydaeghe |
| Frazione 3 (26 giu) | PS13  | 16:22 | Sleeping Warrior 2          | 31,04 km  | Dani Sordo Borja Rozada                                            | 17'25"0 | 106,93 km/h    | Thierry Neuville Martijn Wydaeghe |
|                     |       |       |                             |           |                                                                    |         |                | Thierry Neuville Martijn Wydaeghe |
| Frazione 4 (27 giu) | PS14  | 07:26 | Loldia 1                    | 11,33 km  | Sébastien Ogier Julien Ingrassia                                   | 7'37"1  | 89,23 km/h     | Thierry Neuville Martijn Wydaeghe |
| Frazione 4 (27 giu) | PS15  | 08:38 | Hell's Gate 1               | 5,63 km   | Elfyn Evans Scott Martin                                           | 3'14"3  | 104,31 km/h    | Takamoto Katsuta Daniel Barritt   |
| Frazione 4 (27 giu) | PS16  | 10:45 | Malewa                      | 9,71 km   | Adrien Fourmaux Renaud Jamoul                                      | 7'01"1  | 83,01 km/h     | Sébastien Ogier Julien Ingrassia  |
| Frazione 4 (27 giu) | PS17  | 11:25 | Loldia 2                    | 11,33 km  | Sébastien Ogier Julien Ingrassia                                   | 7'35"0  | 89,64 km/h     | Sébastien Ogier Julien Ingrassia  |
| Frazione 4 (27 giu) | PS18  | 13:18 | Hell's Gate 2 (power stage) | 5,63 km   | Ott Tänak Martin Järveoja                                          | 6'06"4  | 103,76 km/h    | Sébastien Ogier Julien Ingrassia  |

### Power stage
PS18: Hell's Gate 2 di 10,56 km, disputatasi domenica 27 giugno 2021 alle ore 13:18 (UTC+3).
| Pos. | No. | Pilota          | Co-pilota        | Auto                  | Classe | Tempo  | Distacco | PP | PC |
| ---- | --- | --------------- | ---------------- | --------------------- | ------ | ------ | -------- | -- | -- |
| 1    | 8   | Ott Tänak       | Martin Järveoja  | Hyundai i20 Coupe WRC | WRC    | 6'06"4 | –        | 5  | 5  |
| 2    | 69  | Kalle Rovanperä | Jonne Halttunen  | Toyota Yaris WRC      | WRC    | 6'07"1 | +0"7     | 4  | 4  |
| 3    | 33  | Elfyn Evans     | Scott Martin     | Toyota Yaris WRC      | WRC    | 6'08"3 | +1"9     | 3  | 3  |
| 4    | 1   | Sébastien Ogier | Julien Ingrassia | Toyota Yaris WRC      | WRC    | 6'14"9 | +8"5     | 2  | -  |
| 5    | 6   | Dani Sordo      | Borja Rozada     | Hyundai i20 Coupe WRC | WRC    | 6'17"5 | +11"1    | 1  | 1  |

## Classifiche mondiali
Classifica piloti
| Pos. | Pos. | Pilota                  | Punti |
| ---- | ---- | ----------------------- | ----- |
| 1    |      | Sébastien Ogier         | 133   |
| 2    |      | Elfyn Evans             | 99    |
| 3    |      | Thierry Neuville        | 77    |
| 4    |      | Ott Tänak               | 69    |
| 5    |      | Takamoto Katsuta        | 66    |
| 6    |      | Kalle Rovanperä         | 56    |
| 7    | 2    | Gus Greensmith          | 34    |
| 8    | 1    | Dani Sordo              | 31    |
| 9    | 1    | Adrien Fourmaux         | 30    |
| 10   | 2    | Craig Breen             | 24    |
| 11   |      | Mads Østberg            | 12    |
| 12   |      | Jari Huttunen           | 10    |
| 13   |      | Teemu Suninen           | 9     |
| 14   |      | Esapekka Lappi          | 7     |
| 15   |      | Yohan Rossel            | 6     |
| 16   |      | Andreas Mikkelsen       | 6     |
| 17   |      | Oliver Solberg          | 6     |
| 18   | N    | Onkar Rai               | 6     |
| 19   | 1    | Pepe López              | 4     |
| 20   | N    | Karan Patel             | 4     |
| 21   | 2    | Jan Solans              | 2     |
| 22   | N    | Carl Tundo              | 2     |
| 23   | 3    | Marco Bulacia Wilkinson | 1     |
| 24   | 3    | Nikolaj Grjazin         | 1     |
| 25   | 3    | Eric Camilli            | 1     |

Classifica copiloti
| Pos. | Pos. | Pilota                     | Punti |
| ---- | ---- | -------------------------- | ----- |
| 1    |      | Julien Ingrassia           | 133   |
| 2    |      | Scott Martin               | 99    |
| 3    |      | Martijn Wydaeghe           | 77    |
| 4    |      | Martin Järveoja            | 69    |
| 5    | 1    | Daniel Barritt             | 66    |
| 6    | 1    | Jonne Halttunen            | 56    |
| 7    | 1    | Renaud Jamoul              | 30    |
| 8    | 2    | Chris Patterson            | 28    |
| 9    | 2    | Paul Nagle                 | 24    |
| 10   | 1    | Borja Rozada               | 20    |
| 11   |      | Torstein Eriksen           | 12    |
| 12   |      | Carlos del Barrio          | 11    |
| 13   |      | Mikko Lukka                | 10    |
| 14   |      | Mikko Markkula             | 9     |
| 15   |      | Janne Ferm                 | 7     |
| 16   |      | Ola Fløene                 | 6     |
| 17   |      | Alexandre Coria            | 6     |
| 18   |      | Sebastian Marshall         | 6     |
| 19   | N    | Drew Sturrock              | 6     |
| 20   | 1    | Elliott Edmondson          | 6     |
| 21   | 1    | Diego Vallejo              | 4     |
| 22   | N    | Tauseef Khan               | 4     |
| 23   | 2    | Rodrigo Sanjuan de Eusebio | 2     |
| 24   | N    | Tim Jessop                 | 2     |
| 25   | 3    | Marcelo Der Ohannesian     | 1     |
| 26   | 3    | Konstantin Aleksandrov     | 1     |
| 27   | 3    | François-Xavier Buresi     | 1     |

Classifica costruttori WRC
| Pos. | Pos. | Squadra                 | Punti |
| ---- | ---- | ----------------------- | ----- |
| 1    |      | Toyota Gazoo Racing WRT | 273   |
| 2    |      | Hyundai Shell Mobis WRT | 214   |
| 3    |      | M-Sport Ford WRT        | 109   |
| 4    |      | Hyundai 2C Competition  | 28    |